# ロストワックス
ロストワックス鋳造（ロストワックスちゅうぞう、英語：lost-wax casting）とは、ロウ（ワックス）を利用した鋳造方法の一種である。ロウで原型を作り、周りを鋳物砂や石膏で覆い固め、加熱により中のロウを溶かし出して除去することによってできた空洞に溶かした金属を流し込むと原型と同じ形をした鋳物が出来上がる。
抜き勾配やアンダーカットを考慮する必要がない等の特徴を有する。また、あらかじめ収縮率を考慮して原型を作れば、複雑な形状のものを一体化して鋳造することができるため、加工の工程を減らすことができる利点がある。原型がロウ以外の材質で作られている場合はシリコーンゴムなどで型取りしてロウに置き換える必要があるが、この方法でロウ原型を多数作る事で量産が可能である。

## 歴史
古くは仏像の鋳造に用いられていた。産業革命以後、複雑な形状の鋳造品の需要が高まり、様々な分野に需要が広がっている。

## 工程
1. 蝋で原型を作る。
2. 原型の周りを型の素材となるシリカ、水ガラス、石膏等で重ねる。
3. 型が固まったら、内部に残っている原型の蝋を熱で融かして取り除く。
4. 型にできた空洞に溶融金属を流し込む。
5. 型を取り除き、形を整える。

銅製リンゴの作成例

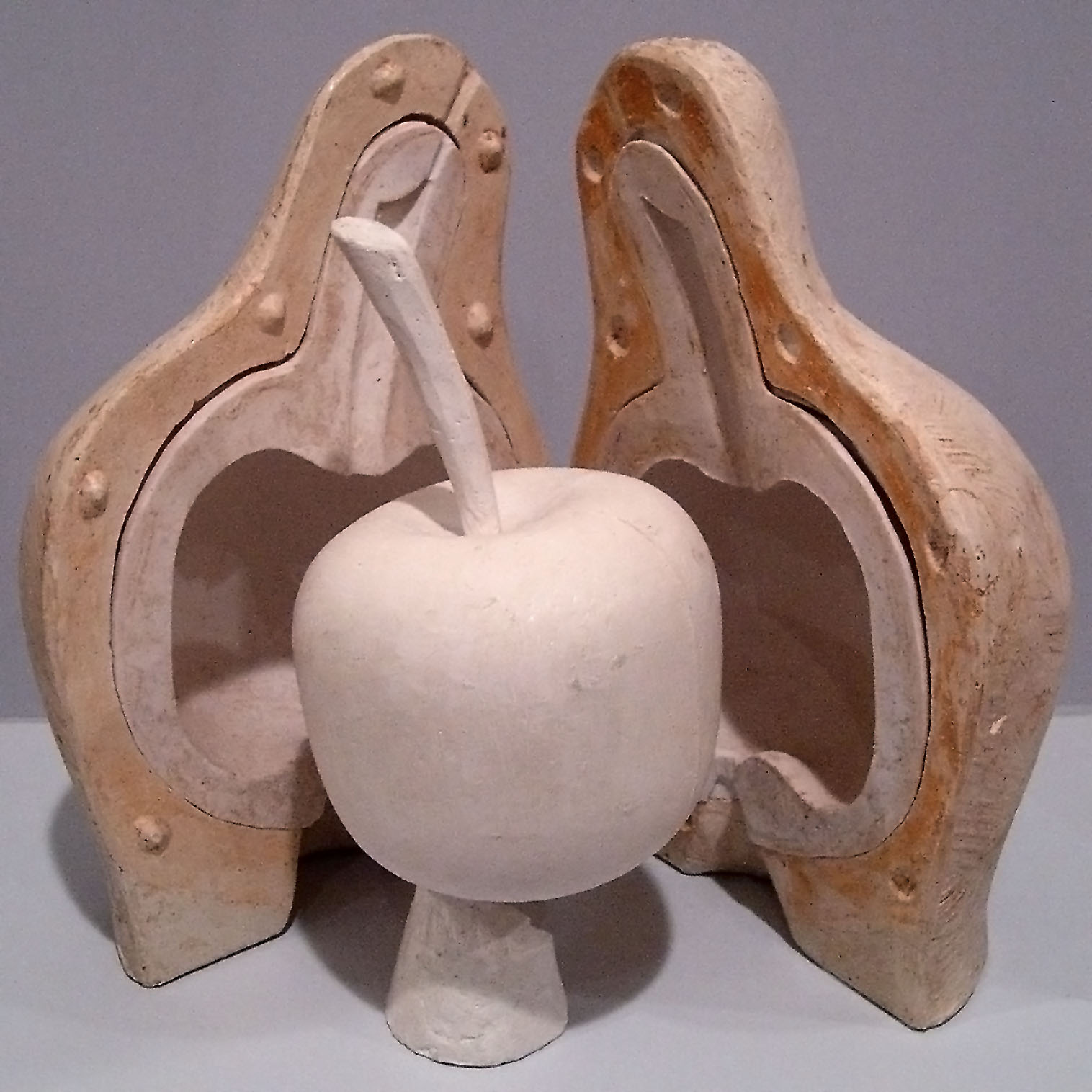
石膏原型と複製用の型
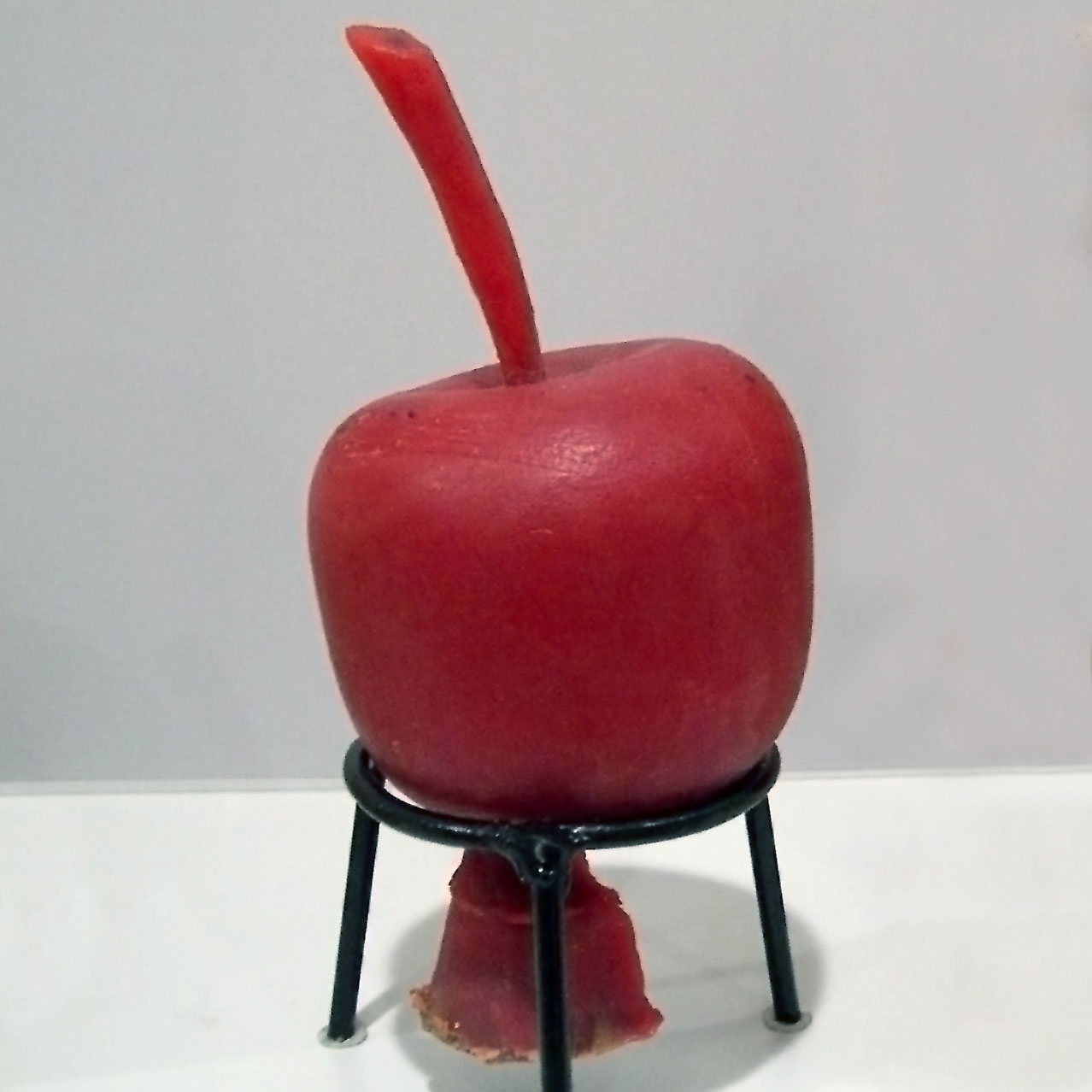
蝋に置き換えた原型
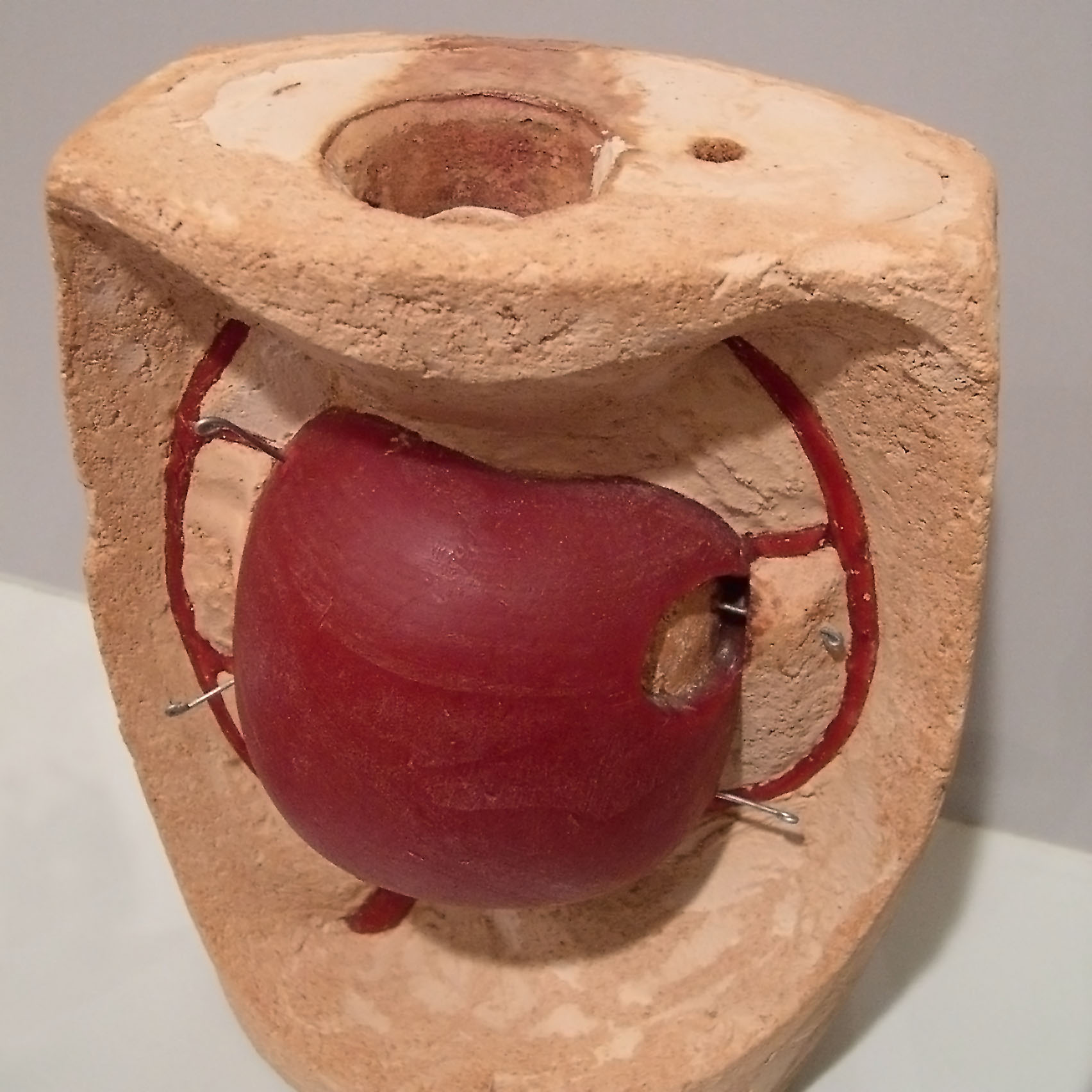
湯口を付けた蝋原型と鋳造用の型
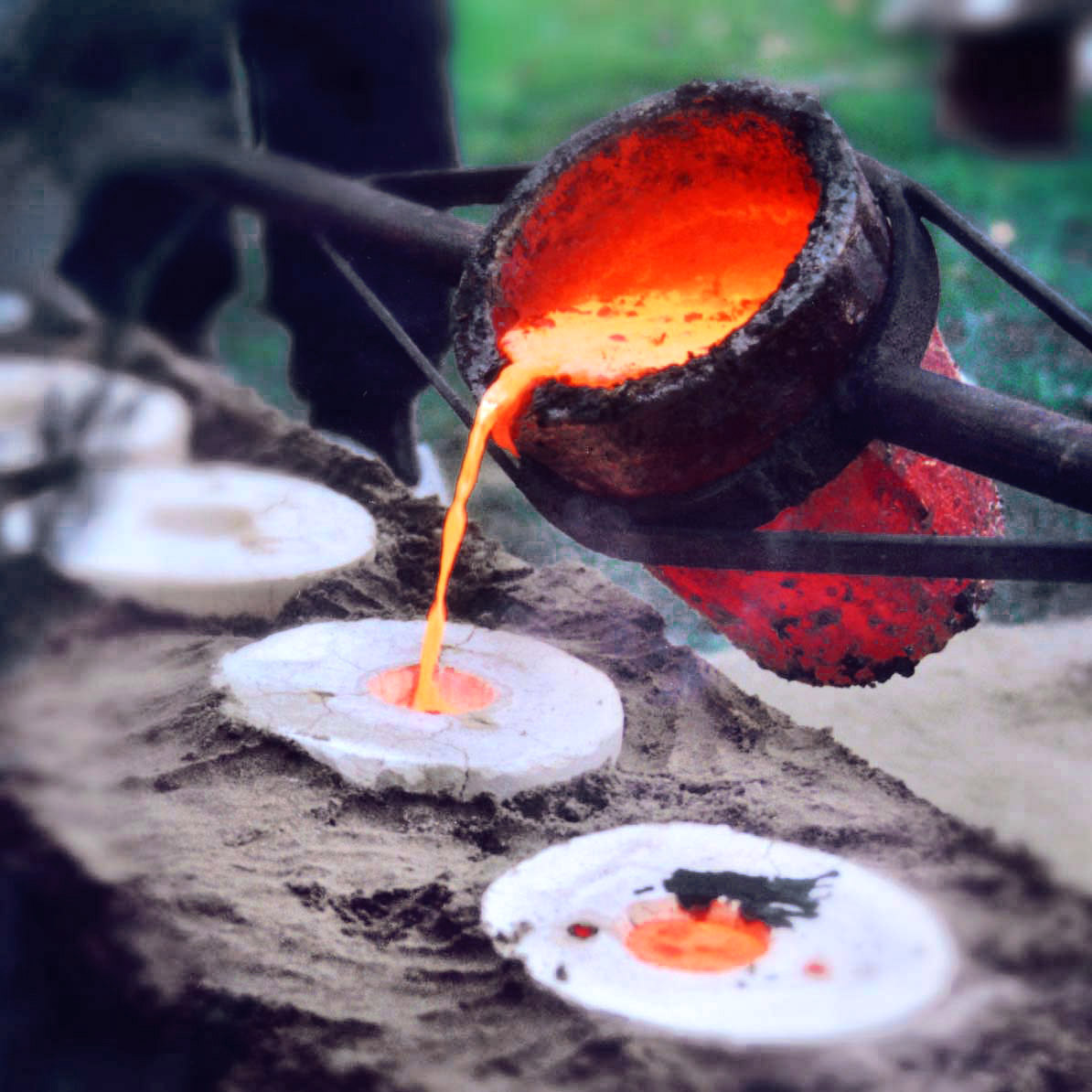
蝋を溶かして抜き取った後の型に溶融金属を注ぐ
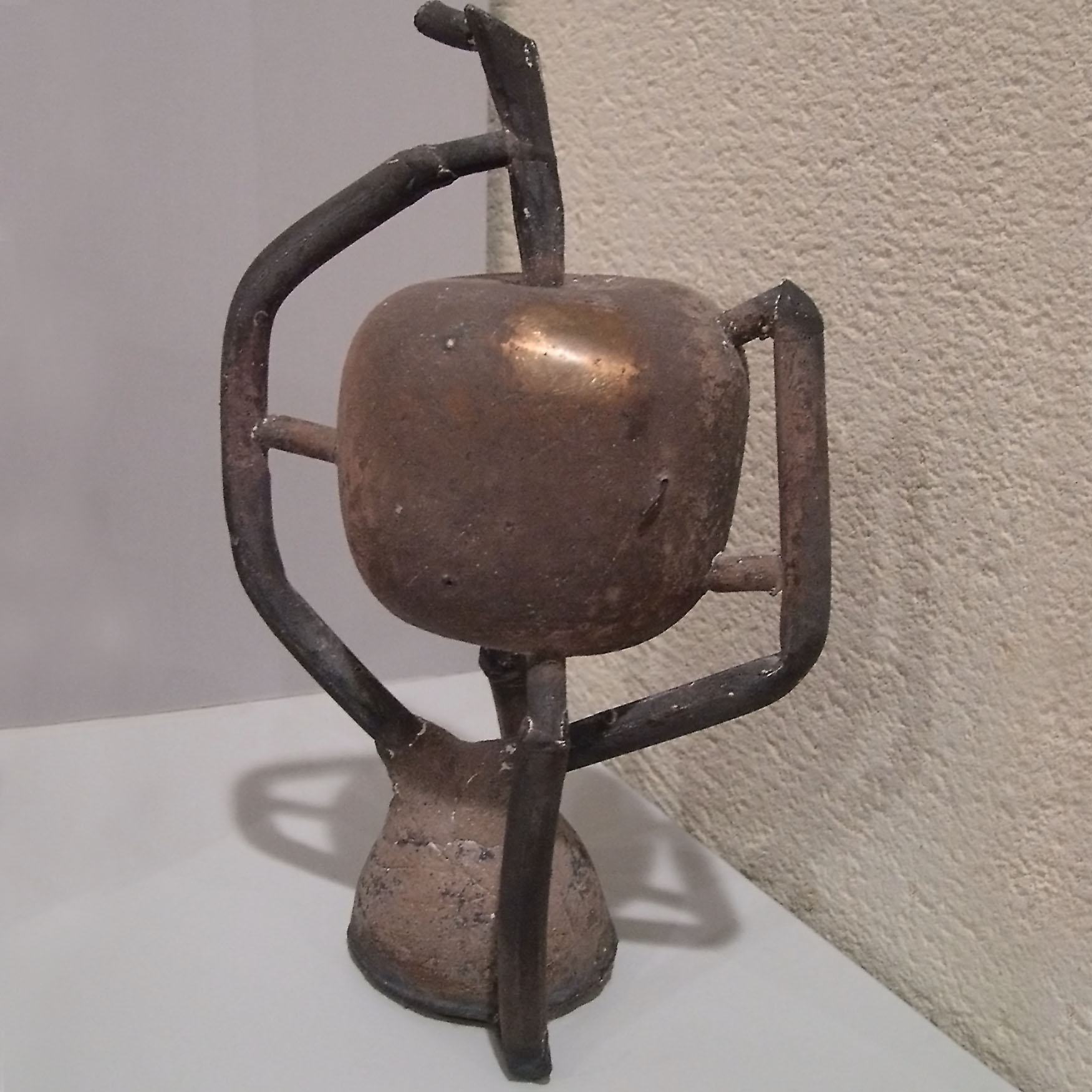
型から取り出された成型品
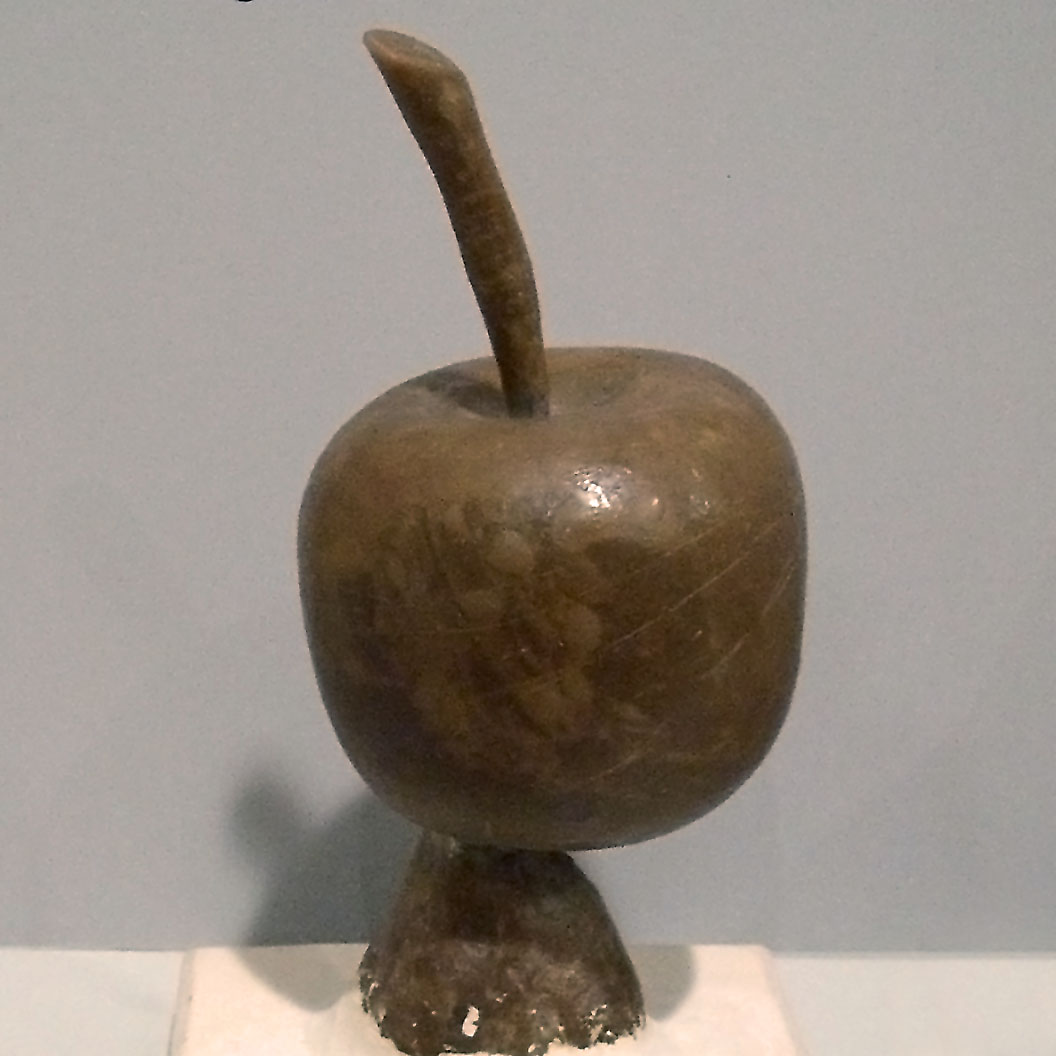
湯口を切り落とし整形して完成

## 用途
複雑な形状のものに適している。
- 美術工芸品（ブロンズ像やガラス工芸などにも使われる）
- ゴルフクラブ
- 鉄道模型のパーツ 等